# Орден Заслуг (Ямайка)
Орден Заслуг – государственная награда Ямайки.

## История
Орден Заслуг учреждён 18 июля 1969 года и предназначен для вручения гражданам Ямайки за заслуги в области науки, искусства и литературы. Орден может вручаться иностранным гражданам, которые достигли выдающегося международного признания в области науки, искусства, литературы или любой другой деятельности.
В течение одного года орденом Заслуг может быть награждено не более двух человек.

## Степени
Орден Заслуг имеет только одну степень. Инсигнии ордена состоят из знака на шейной ленте. Награждённые орденом могут использовать постноминальные литеры «OM»

## Описание
Знак ордена представляет собой шестиконечный крест, широкие лучи которого в виде ласточкиного хвоста со скругленными концами, покрытыми эмалью белого цвета и тонкой золотой внутренней каймой. Лучи креста обременены ямайским цветком синей эмали. В центре знака круглый медальон полированного серебра с каймой красной эмали. В центре медальона золотой рельефный герб Ямайки. На кайме золотыми буквами девиз ордена «HE THAT DOES TRUTH COMES INTO THE LIGHT».
Знак при помощи кольца крепится к ленте пурпурного цвета.